# Fantasmi e ladri
Fantasmi e ladri è un film del 1959 diretto da Giorgio Simonelli.

## Trama
L'anziana Annunziata è un'appassionata lettrice di romanzi gialli che decide di aiutare la figlioccia Silvia sposata a Riccardo Tabanelli, un investigatore privato che lavora senza troppo successo seguendo solo casi di tradimenti. La sua presenza viene mal sopportata dal marito della nipote che però deve tenerla buona in vista della prossima eredità. Deve anche sopportare la presenza di Pietruccio, l'assistente di Annunziata.
Decisa a trovare un vero delitto con il quale guadagnare un sacco di soldi per la figlioccia Annunziata si fa assumere in una villa privata come cuoca mentre Pietruccio farà il cameriere. Nella villa si susseguono una serie di fatti strani ma ben presto Annunziata capisce che si tratta di un imbroglio organizzato da Riccardo che vorrebbe spaventarla per mandarla via.
Decisa a rendere pan per focaccia chiama Riccardo che viene presto smascherato ma insieme si rendono conto che nella villa c'è altra gente, si tratta di un terzetto di ladri che sta organizzando un furto di antichi gioielli egiziani al palazzo delle esposizioni. 
La prontezza di spirito e l'intraprendenza della vecchia permette di sventare il furto e richiamare l'attenzione della stampa che presenta Riccardo come colui che tutto ha scoperto. L'uomo viene chiamato negli Stati Uniti ma dopo poco tempo anche la madrina arriva a New York per dargli di nuovo il suo aiuto.

## Produzione
Alberto De Martino lavorò in qualità di aiuto regista.